# جنگ عثمانی و ونیز (۱۵۷۰ تا ۱۵۷۳)
جنگ چهارم عثمانی - ونیز (Ottoman–Venetian War 1570–1573)، همچنین به عنوان جنگ قبرس (ایتالیایی: Guerra di Cipro) نیز شناخته می‌شود، نبردی است که در سالهای ۱۵۷۰ و ۱۵۷۳ رخ داد. ائتلاف دولت‌های مسیحی تحت حمایت پاپ تشکیل شد که شامل اسپانیا (با پادشاهی ناپل و پادشاهی سیسیل)، جمهوری جنوا، دوک‌نشین ساوی، شوالیه‌های مهمان‌نواز، دوک‌نشین بزرگ توسکانی و سایر ایالت‌های ایتالیا بود.
جنگ، که قسمت شاخص سلطنت سلطان سلیم دوم بود، با حمله امپراتوری عثمانی به جزیره قبرس تحت کنترل ونیز آغاز شد. نیکوزیا پایتخت قبرس و چندین شهر دیگر به سرعت به دست ارتش بسیار برتر عثمانی افتاد و فقط فاماگوستا در دست ونیزی‌ها باقی ماند. تقویت قوای مسیحیان به تأخیر افتاد و سرانجام فاماگوستا پس از ۱۱ ماه محاصره در اوت ۱۵۷۱ سقوط کرد. دو ماه بعد، در جنگ لپانتو، ناوگان متحد مسیحیان ناوگان عثمانی را نابود کرد، اما نتوانست از این پیروزی استفاده کند. عثمانی به سرعت نیروهای دریایی خود را بازسازی کرد و ونیز مجبور به مذاکره برای صلح جداگانه شد و قبرس را به عثمانی واگذار و ۳۰۰٬۰۰۰ دوکات پرداخت کرد. 